# 명동성당
한국 천주교 서울대교구 주교좌 명동대성당(韓國 天主敎 서울大敎區 主敎座 明洞大聖堂), 통칭 명동성당(明洞聖堂, 영어: Myeongdong Cathedral)은 대한민국 서울특별시 중구 명동2가에 있는 천주교 서울대교구의 대성당이다. 
명동성당은 한국 최초의 본당(사제가 상주하며 사목하는 성당)으로, 그 성당 건물은 한국 최초로 지어진 대규모 고딕 양식의 천주교 성당으로 1977년 11월 22일 대한민국의 사적 제258호로 지정되었다.
명동성당은 서울대교구의 교구장 대주교의 주교좌가 있는 서울대교구의 중심성당으로, 현재 교구장은 2021년 서울대교구의 교구장대주교에 착좌한  정순택(베드로) 대주교이며, 본당 주임 신부는 조성풍(아우구스티노) 신부이다. 
주보성인은 '원죄 없이 잉태되신 복되신 동정 마리아'다. 
주변에 서울대교구청, 가톨릭 회관, 성 바오로 서원, 다양한 문화시설 등이 있다.
2009년 외벽 벽돌 보수공사가 이뤄졌으며, 2011년 이후부터 언덕 남쪽에 별관을 짓는 개발 공사가 진행 중이다.

## 역사

### 조선 천주교의 시작
조선인 최초로 북경에서 천주교 세례를 받은 이승훈(베드로)이 1784년 봄에 귀국하여 서울 명례방(현 명동)에 있는 통역관 김범우(토마스)의 집에서 신앙모임인 '명례방공동체'를 결성하였다. 이승훈, 정약용(요한) 3형제, 권일신(프란시스 자비에르) 형제 등이 광암 이벽(세례자 요한)을 지도자로 삼아 종교 집회를 가짐으로써 한국 최초의 천주교회가 창립되었다. 그러나 이 신앙 공동체는 이듬해 '명례방 사건'으로 김범우가 유배된후 1787년에 서거하면서 와해되었다.
이들이 뿌린 씨앗은 밀알이 되어 김범우가 서거한지 100년이 흐른 1887년에 김범우의 집이 있던 일대의 대지를 매입 완료한후 명동성당 건립을 위한 첫삽을 뜨면서 빛을 보게 되었다.

### 대지 매입과 정지 작업
1882년 한미수호 조약의 체결로 종교의 자유를 얻게 될 것을 예견한 제7대 교구장 블랑 주교가 '김가밀로'라는 한국인 전교회장 명의로 대지매입 작업을 시작하였다. 매입하고 건축에 따른 재정지원은 파리선교회가 하였다.
명동성당 이전에는 침계 윤정현(梣溪 尹定鉉)의 저택이 세워져 있었데 바깥채만도 60칸이 넘는 넓은 집이어서 처음에는 한옥 그대로 교회로 이용했다. 블랑 주교는 이 곳에다 우선 종현 서당을 설립, 운영하면서 예비 신학생을 양성하는 한편 성당 건립을 추진해 한불 수호 통상 조약(1886년)을 체결한 이듬해인 1887년(고종 24) 5월, 대지를 마저 구입하면서 그 해 겨울부터 언덕을 깎아 내는 정지 작업을 시작했다.

### 소유권 분쟁과 금교령
조선 왕실은 천주교 측에 작업 중지와 토지권의 포기를 요구하지만 천주교 측은 공사를 강행했다. 성당의 건설은 조선 사회에 큰 물의를 일으켰다. 1888년 4월 조선 정부는 금교령을 발표하며 천주교를 탄압했는데 이 원인이 명동성당 건립 때문이었다. 
당시 고종은 왕궁보다 더 높은 자리에 훨씬 높은 건물이 올라 가는 것에 분개했다. 조선왕조 역대 왕들의 어진(御眞)을 모신 영희전(永禧殿)과 가까워 성당 건립으로 영희전의 풍수(風水)를 침해할 우려가 있다는 이유로 조정에서 소유권을 억류하여 공사를 지연시켰다. 특히 이 저택과 부지는 평소 청백리로 소문났던 침계 윤정현을 위해 고종이 직접 하사한 집이었기에 고종의 분노는 더 컸다. 고종은 천주교 측에 당장 건축의 중단을 요구했지만 천주교 측은 고종의 요구를 거절했다. 결국 고종은 금교령을 발표해 천주교 및 개신교의 전도 활동을 막았다.
4월 28일 조선의 독판교섭통상사무 조병식이 미국, 러시아, 이탈리아 3국 공사에게 기독교 전교를 금하라는 조회문을 통보한 것이다. 명동성당 건설로 인한 조선 정부의 금교령 발표로 천주교 뿐만 아니라 개신교 선교사들까지 선교활동에 발목이 묶이기도 했다. 이 때문에 한동안 성당 건설은 지연될 수밖에 없었다.

### 성당 건축과 완공
소유권 분쟁이 해결된 후 저택을 허문 뒤 1892년 8월 5일 기공식을 하고 공사를 시작했다. 초대 주임 블랑 주교가 1890년 선종하고 두세 신부가 2대 주임으로 부임했다. 성당 설계와 공사의 지휘 감독은 코스트 신부가 맡았는데 그는 약현(현 중림동) 성당과 용산 신학교의 설계 감독도 맡았다. 유진 코스트 신부가 1896년 사망한 뒤 프와넬 신부가 남은 공사를 마무리했다. 1898년 5월 29일에는 조선 교구장 뮈텔 주교의 집전으로 역사적인 축성식을 열었다.
이 당시의 이름은 종현성당(鐘峴聖堂)으로, 종현은 명동성당이 세워진 장소를 말하는 것인데, 정유재란 때 명나라 장군 양호가 이곳(당시 북달재, 북고개)에 진을 치고 남대문에 있는 종을 가져다 달았다고 해서 붙여진 이름이다.
1924년에는 파이프오르간이 수입되어 처음으로 성당 내에 설치되었다. 현재 이 오르간은 소실되었다. 1945년 해방 이후에는 이름을 명동성당으로 바꾸었다.

### 이재명의 이완용 척살 미수
1909년 12월 22일 독립운동가 이재명이 벨기에 국왕 레오폴드 2세의 추도 미사에 참석하고 나오던 이완용을 명동성당 앞에서 칼로 3차례 찔러 암살을 시도했으나 의거에 실패했다. 
이재명은 당시 군밤장수로 변장하고 성당 앞문에서 대기하다가 나오는 이완용의 허리와 어깨를 3번 찔렀는데, 이완용은 이로 인해 큰 부상을 입었고 인럭거꾼 박원문이 칼에 찔려 사망했다. 
이완용은 피습 직후 대한의원에서 당시 조선 기준 최고의 외과수술을 받고 가까스로 살아났으며, 이재명은 체포되어 이듬 해 9월 15일 교수형을 언도받아 형장의 이슬이 되었다.

### 민주화 운동의 성지
1980년대에는 민주화 운동에 관련된 수배자나 시위대가 전두환 군사독재정권의 탄압을 피해 명동성당으로 모여들어 민주화 운동의 성지로 인식되기도 하였다.
1987년 6.10 항쟁 당시 시위대들이 진압을 피해 명동성당 내부로 피신했는데 김수환 추기경은 "경찰들이 성당에 들어온다면 제일 먼저 나를 만나게 될 것입니다. 그 다음 농성 중인 신부님들을 보게 될 것이고, 그 뒤에는 수녀님들이 있습니다. 학생들은 수녀님들 뒤에 있습니다. 그들을 체포하려면 나와 신부님들과 수녀님들을 짓밟고 가십시오" 라는 말로 경찰들의 성당 진입을 막았다.
2009년 김수환 추기경이 선종할 당시에는 교황장으로 장례를 치르기 전에는 조문 인파로 긴 행렬을 보였다.

## 그 외 정보

### 역대 주임신부
1. 마리장구스타브 블랑 (1882~1890)
2. Doucet (1890~1892)
3. 빅토르루이 푸아넬 (1892~1926)
4. Marie Pierre Paul Villemot (1926~1942)
5. 이기준 토마스 (1942~1950)
6. 장금구 요한 크리소스토모 (1950~1957)
7. 양기섭 베드로 (1957~1962)
8. 이종순 라우렌시오 (1962~1963)
9. 신인식 바오로 (1963~1964)
10. 황민성 베드로 (1964~1965)
11. 이계중 요한 (1965~1968)
12. 이문근 요한 (1968~1971)
13. 최석우 안드레아 (1971~1972)
14. 김몽은 요한 (1972~1978)
15. 경갑룡 요셉 (1978~1982)
16. 김수창 야고보 (1982~1986)
17. 김병도 프란치스코 (1986~1988)
18. 정의채 바오로 (1988년~1988)
19. 조순창 가시미로 (1988~1994)
20. 장덕필 니콜라오 (1994~1999)
21. 백남용 바오로 (1999~2003)
22. 이성만 토마스 (2003~2004)
23. 박신언 라파엘 (2004~2010)
24. 여형구 미카엘 (2010~2013)
25. 고찬근 루카 (2013~2018)
26. 조학문 바오로 (2018~2023)
27. 조성풍 아우구스티노 (2023~)

## 사제단

### 사제
| 사제(세례명)           | 직위       | 담당                       | 축일      | 사제서품   |
| ---------------------- | ---------- | -------------------------- | --------- | ---------- |
| 조성풍(아우구스티노)   | 주임       | 총괄                       | 8월 28일  | 1993.07.16 |
| 나창식(안드레아)       | 수석부주임 |                            | 11월 30일 | 2011.02.08 |
| 나연수(안토니오)       | 부주임     | 청년ㆍ문화예술             | 6월 13일  | 2011.02.08 |
| 문재현(바오로)         | 부주임     | 선교ㆍ교육                 | 6월 29일  | 2017.02.03 |
| 이철규(아우구스티노)   | 부주임     | 전례ㆍ성음악분과           | 8월 28일  | 2020.02.07 |
| 이승규(토마스데아퀴노) | 부주임     | 장애인신앙교육             | 1월 28일  | 2022.01.28 |
| 세베로 이사악(이사악)  | 보좌       | 영어미사ㆍ외국인 전담 사목 | 11월 30일 | 2024.02.02 |

수도자
- 원장수녀님 - 손명옥(벨라뎃다)

김옥경(마리아 유스티나), 김숙영(가브리엘), 이수정(젤뜨루다)

### 미사 시간

#### 주일 미사
| 미사장소               | 주일 미사시간 | 주일 미사시간    | 주일 미사시간   | 주일 미사시간 | 주일 미사시간 |
| ---------------------- | ------------- | ---------------- | --------------- | ------------- | ------------- |
| 대성당(오전)           | 07:00(일반)   | 09:00(English)   | 10:00(아미쿠스) | 11:00(일반)   | 12:00(교중)   |
| 대성당(오후)           | 16:00(일반)   | 17:00(일반)      | 18:00(일반)     | 19:00(청년)   | 21:00(일반)   |
| 소성당                 |               |                  |                 |               |               |
| 토요저녁주일미사       | 18:00(일반)   | 19:00(3545+청년) | -               | -             | -             |
| 영어미사(English Mass) | 09:00         | 09:00            | 09:00           | 09:00         | 09:00         |

## 사진

1950년대 중반 명동성당
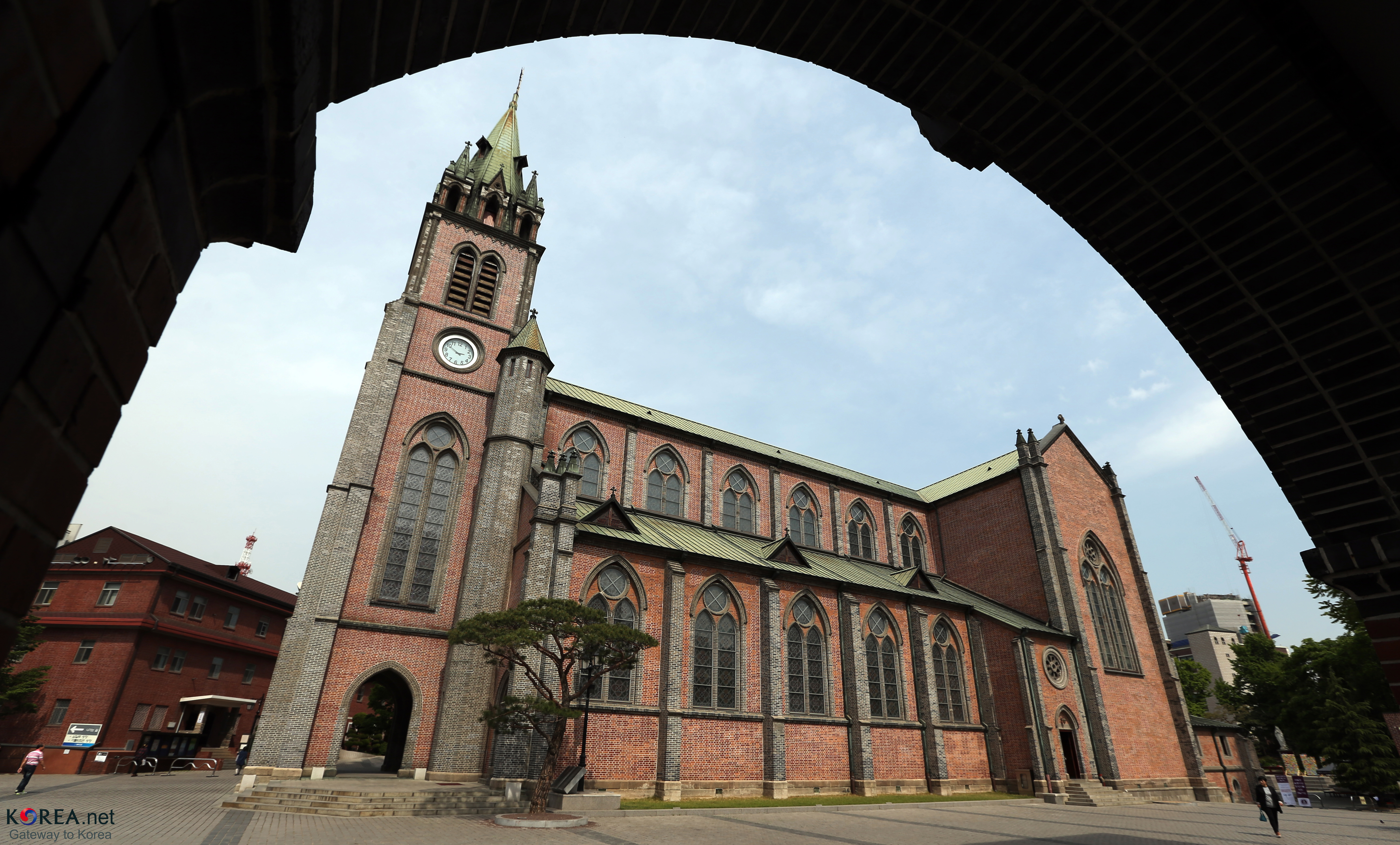
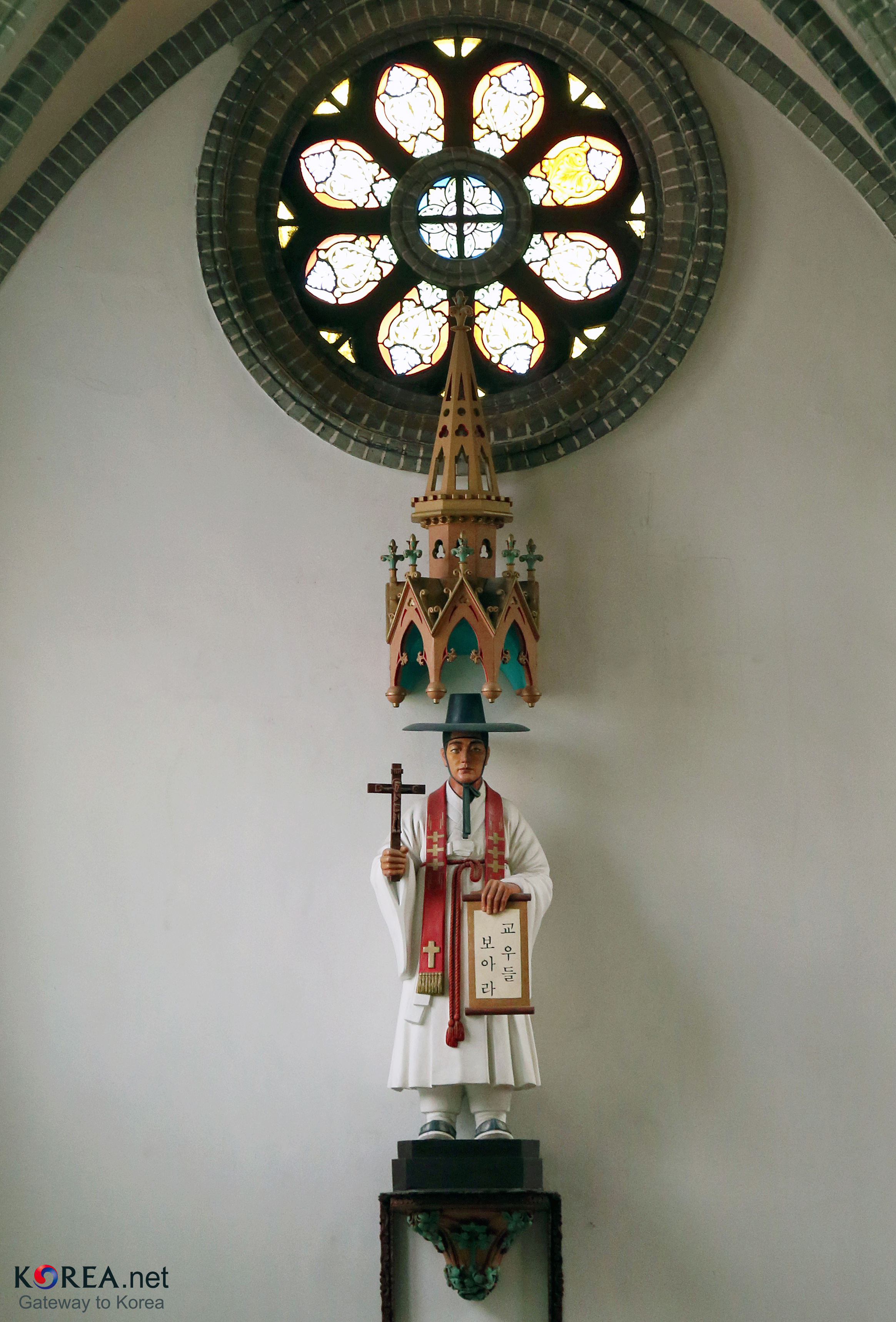
김대건 신부 동상
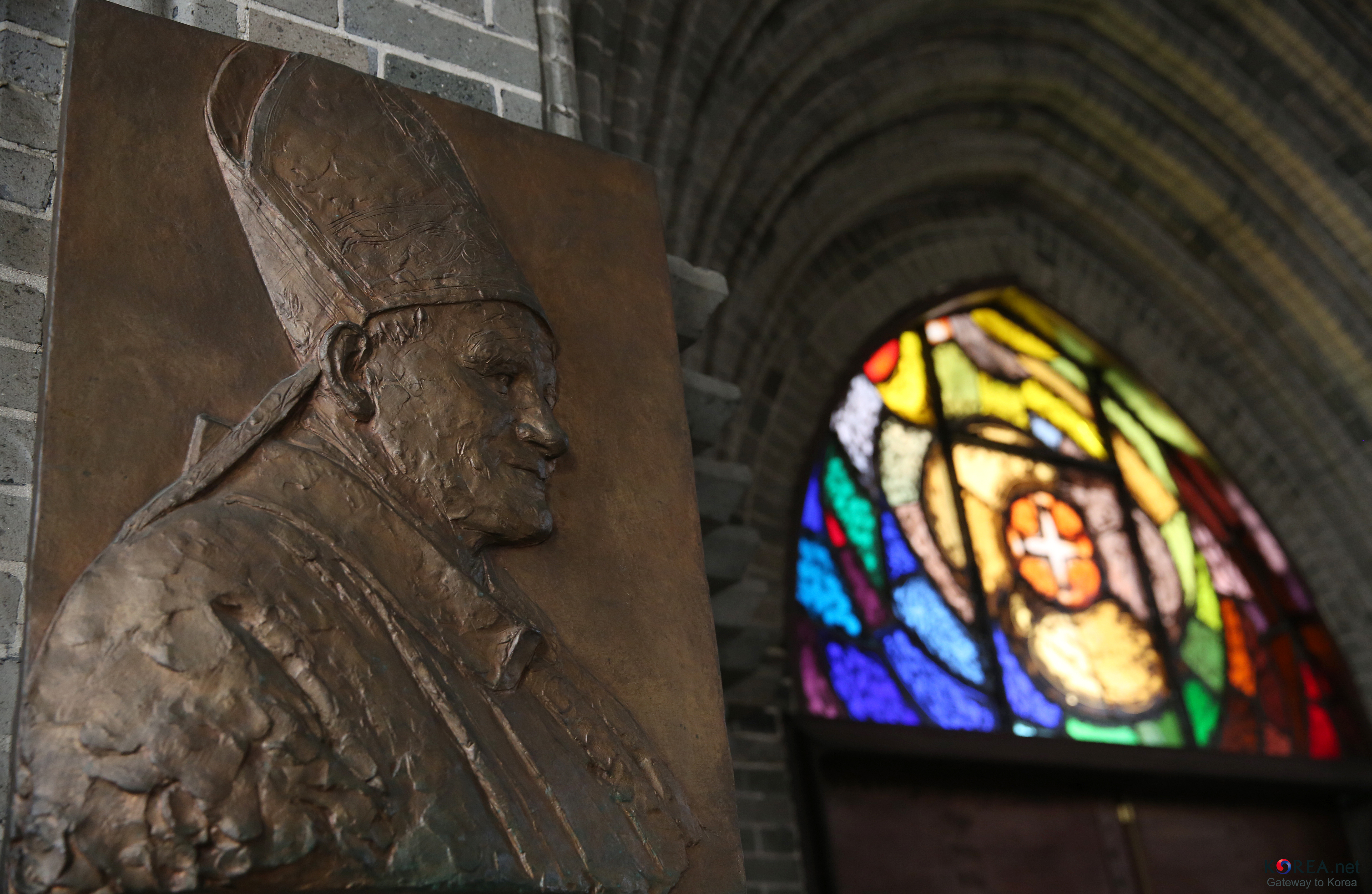
스테인드 글라스
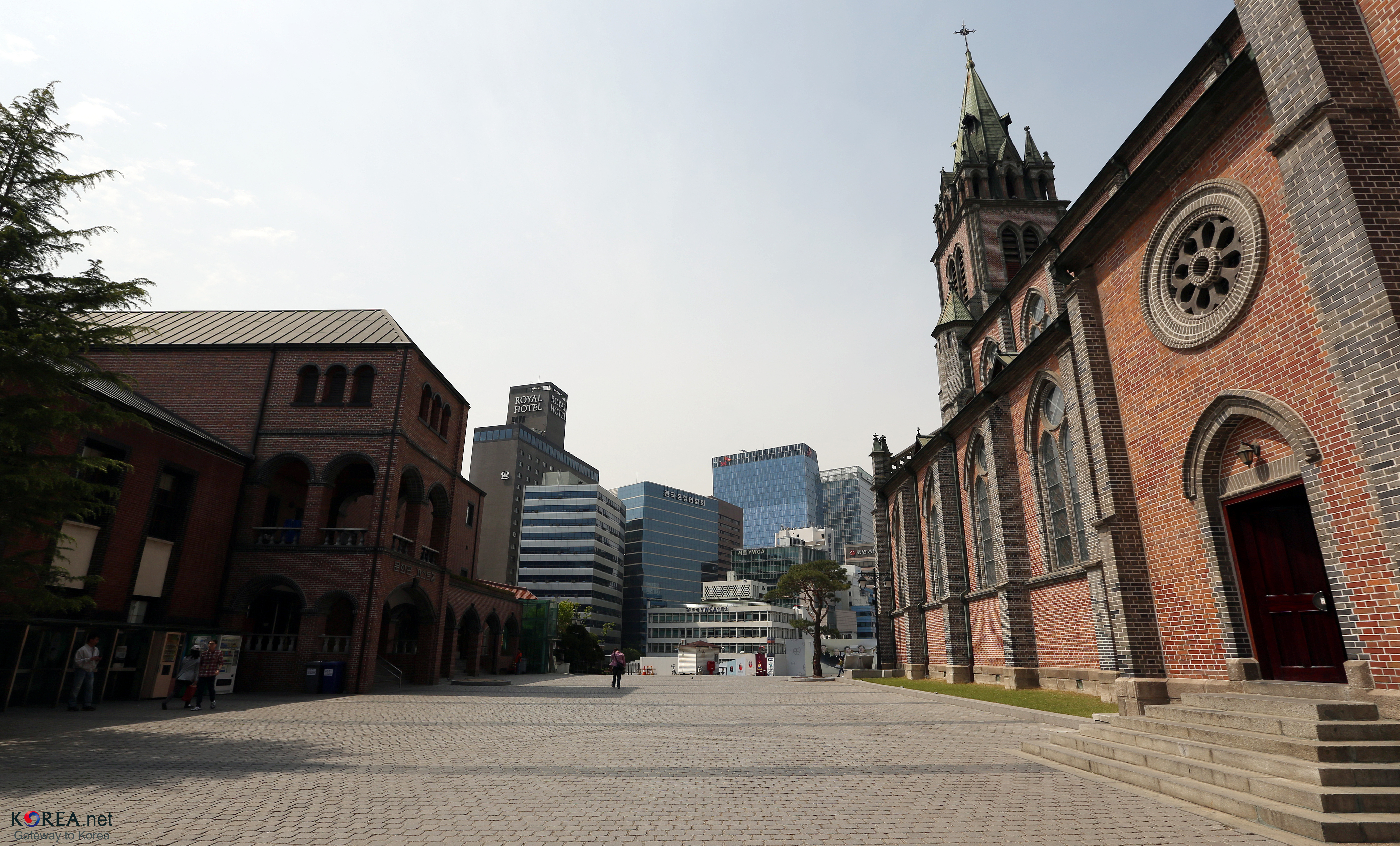
명동성당 사제관, 수녀원(좌측 3층 건물)
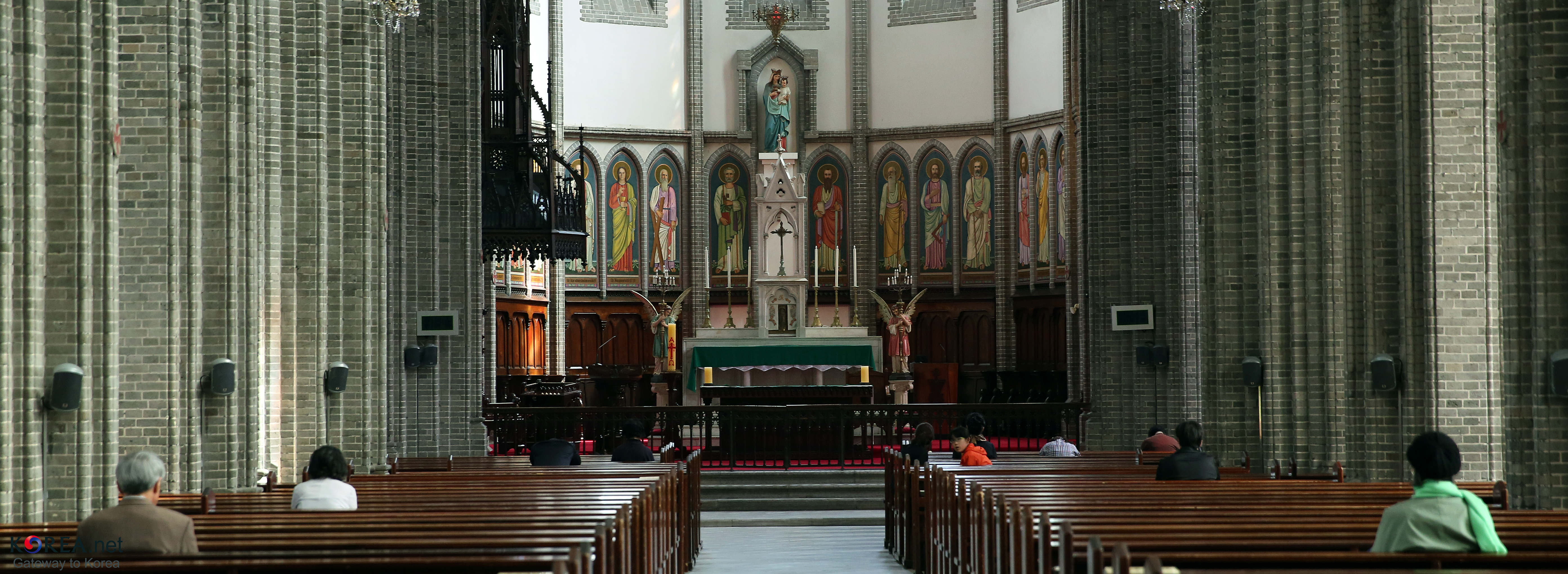
경당 내부
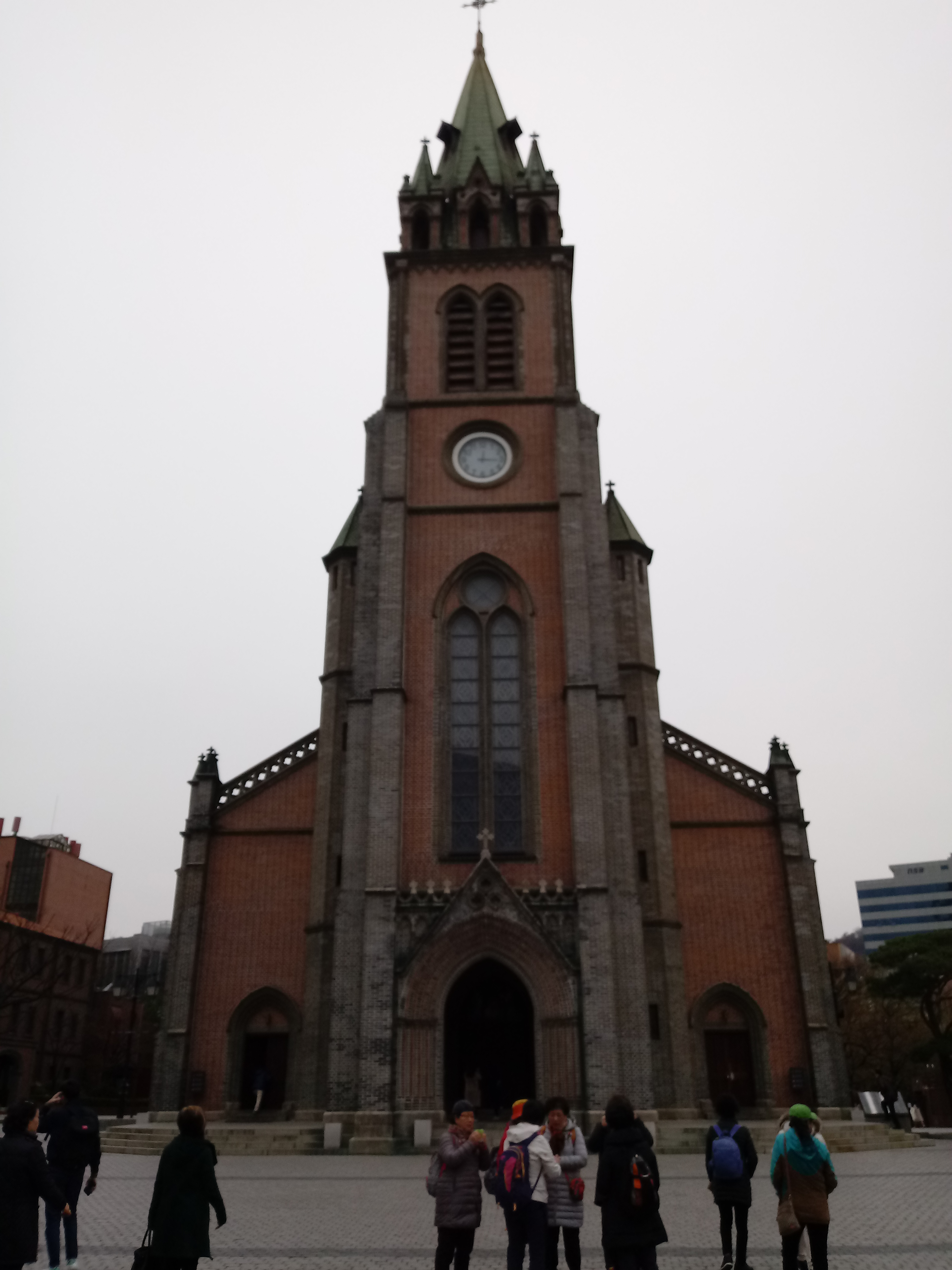
명동성당 정면(2018년)
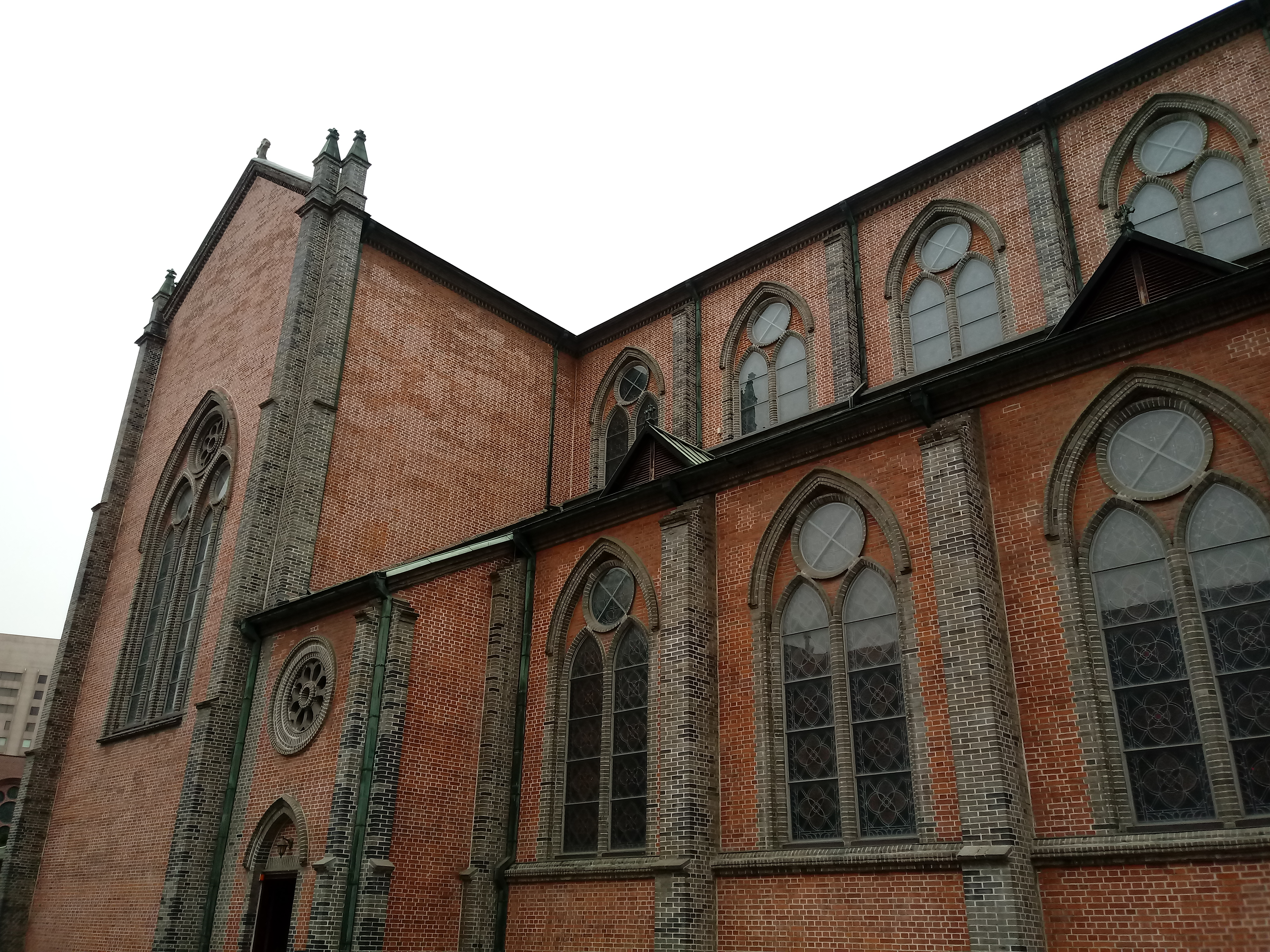
명동성당 측면(2018년)
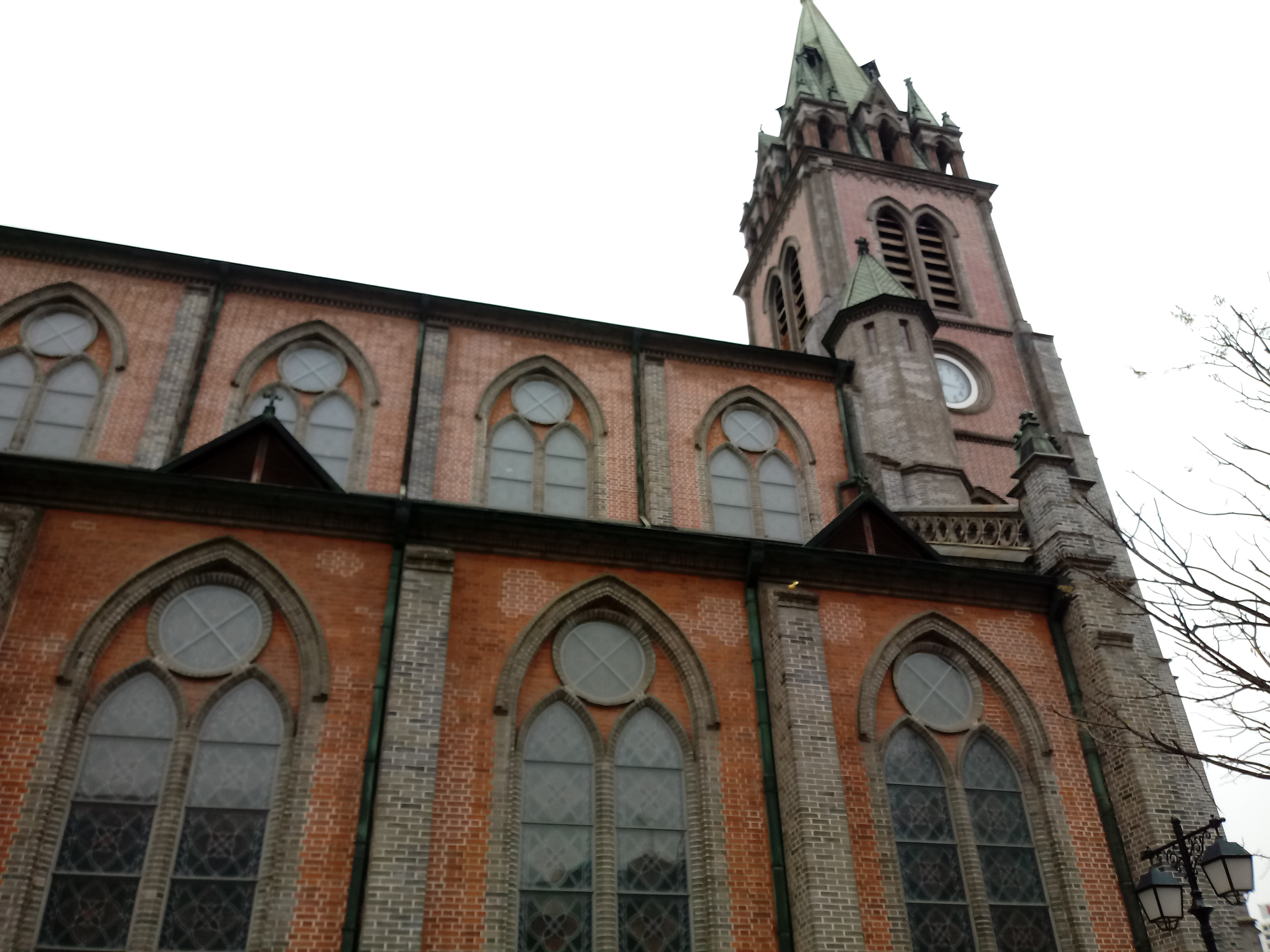
명동성당 측면(2018년)
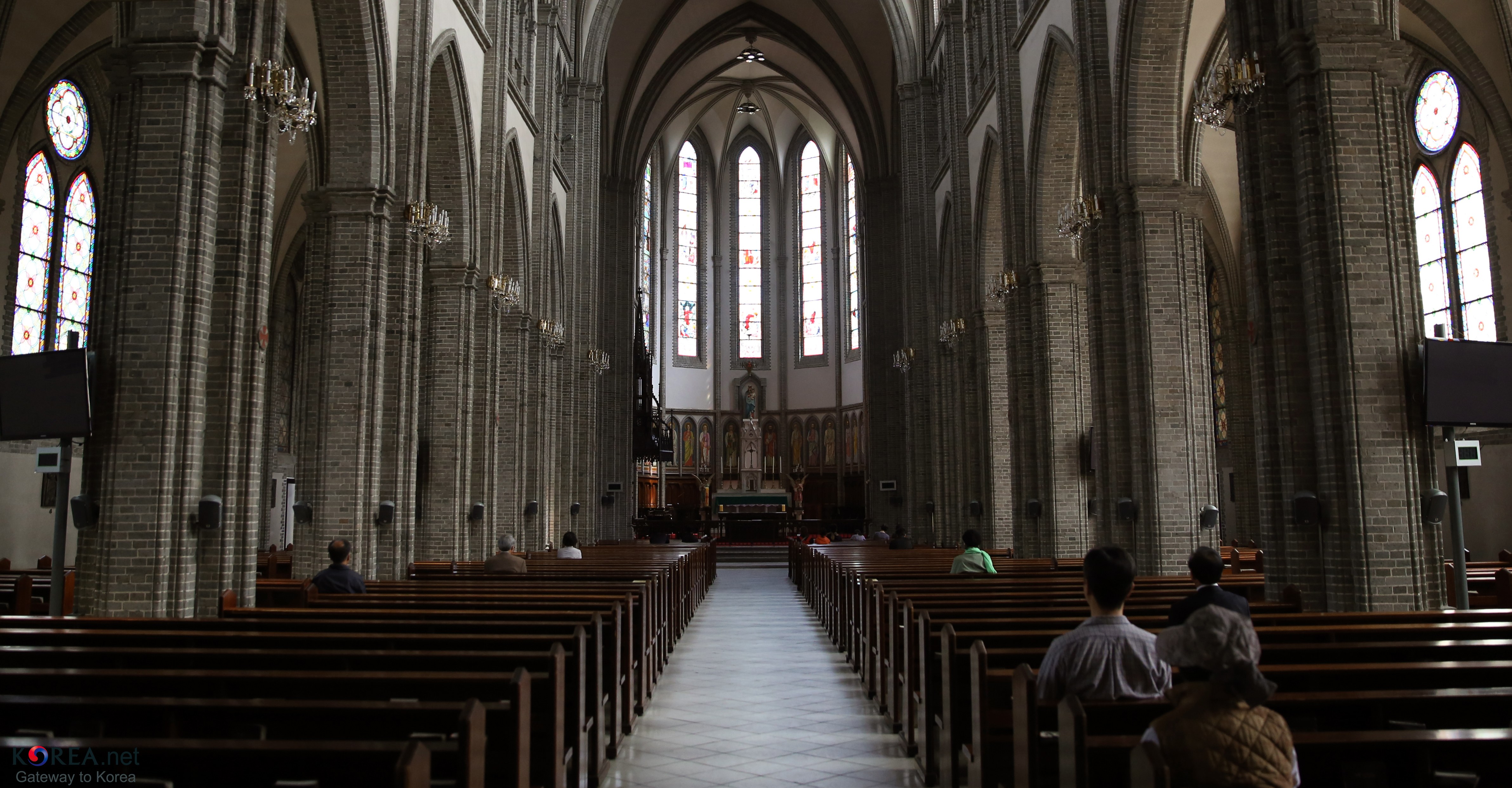
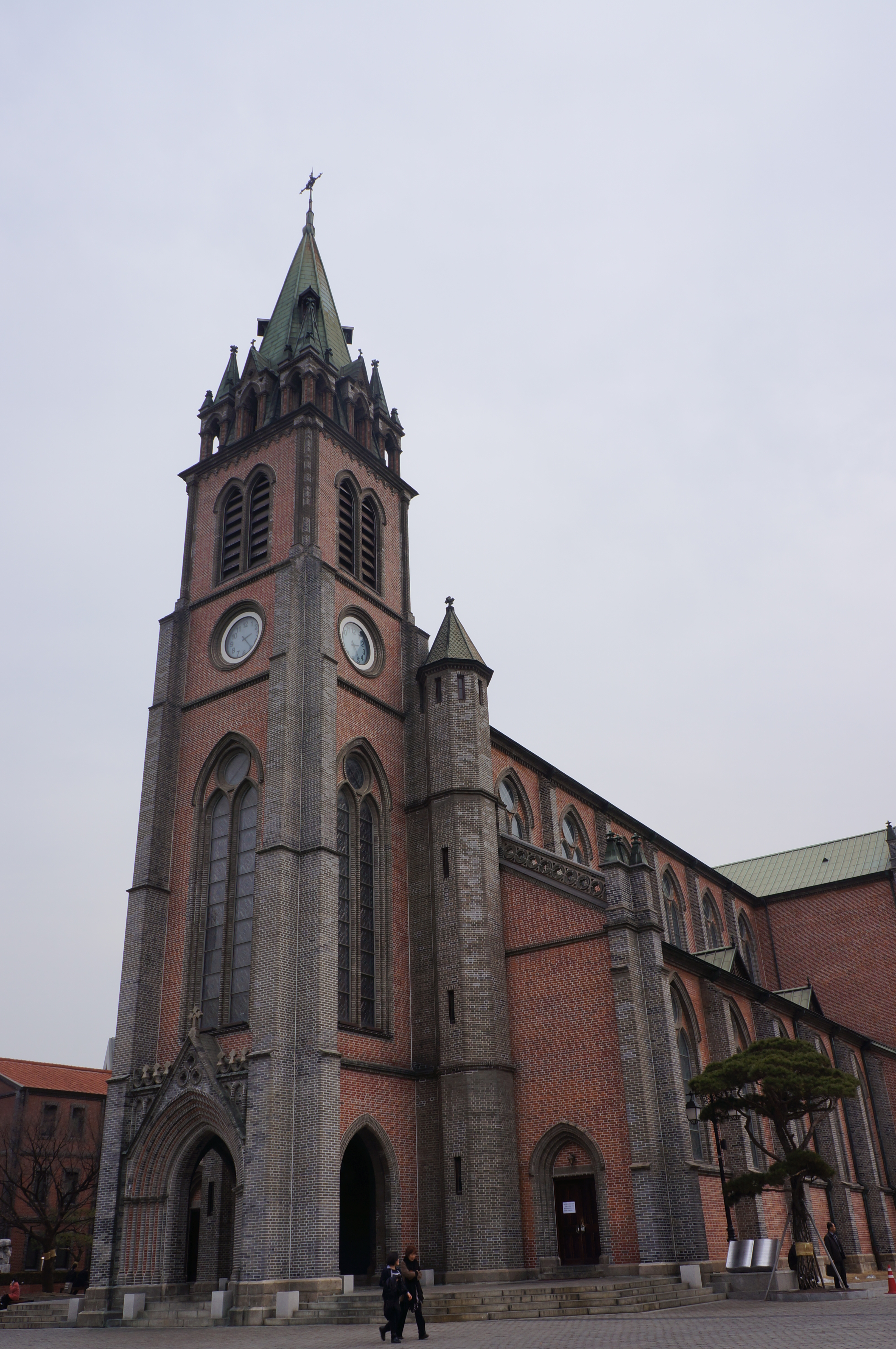
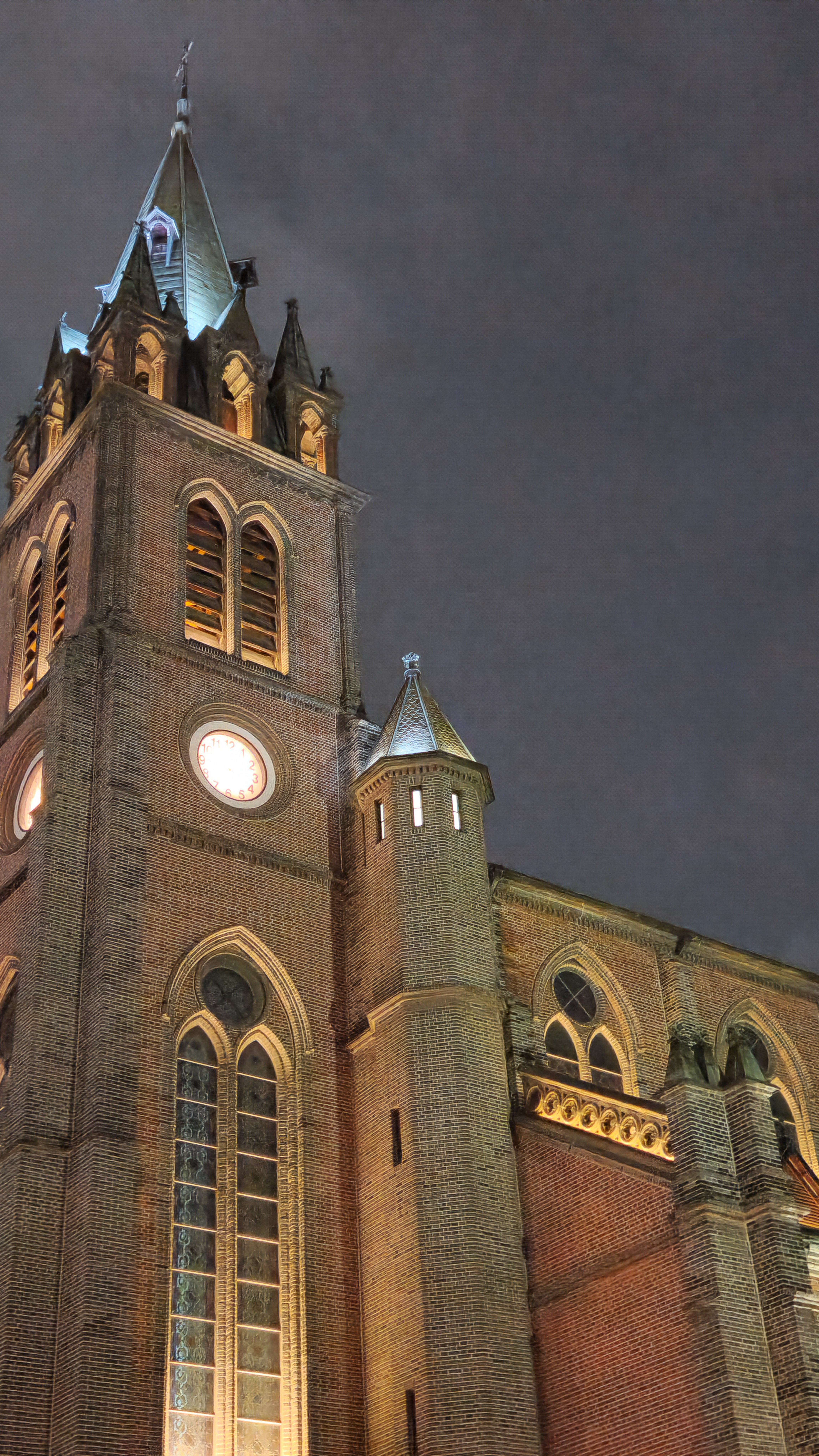

## 같이 보기
- 천주교 서울대교구

## 참고 자료
- 명동성당 - 국가유산청 국가유산포털